# Fuller Building
Het Fuller Building is een kantoorgebouw in Midtown Manhattan in de Amerikaanse stad New York. Het gebouw is een typisch voorbeeld van een gebouw in de art-deco-stijl. Het Fuller Building is gebouwd in 1929 en wordt gebruikt voor kantoren en kunstgalerijen. Ook huisvest de onderste verdieping vestigingen van modehuizen Prada en Coach. Het Fuller Building heeft een hoogte van 150 meter en telt 40 verdiepingen. De totale vloeroppervlakte bedraagt ongeveer 31.000 m².
Het Fuller Building en zijn interieur zijn sinds 1986 New York City Landmarks.

## Geschiedenis
Voordat het Fuller Building bestond, bevond zich op die plaats de in 1870 gebouwde Central Presbyterian Church. In 1928 kocht het George A. Fuller Company echter het gebouw voor $3 miljoen, nadat Harry Black had besloten dat het hoofdkantoor van het firma moest worden verplaatst. Het George A. Fuller Company liet het gebouw ontwerpen door architectenpaar Walker & Gilette. Het gebouw werd tussen 1929 en 1930 gebouwd tevens door het George A. Fuller Company. 24 technici die bij de bouw hadden geholpen ontvingen op 26 juni 1929 voor hun werk een certificaat en een gouden knoopje van William O. Ludlow, de vice-directeur van het "New York Building Congress". Het gebouw was de eerste wolkenkrabber in het noorden van Midtown Manhattan. Toen het gebouw af was, verhuisde op 9 september 1929 het George A. Fuller Company, hetzelfde bedrijf dat het gebouw had gebouwd, het hoofdkantoor van het Flatiron Building naar het Fuller Building en een paar weken later trokken ook de andere huurders erin. Het hoofdkantoor in het Fuller Building besloeg vier verdiepingen, namelijk de verdiepingen 16 tot en met 19.
Begin jaren 80 verliet het bedrijf het Fuller Building en in 1986 werden het exterieur en de lobby van het Fuller Building door de New York City Landmarks Preservation Commission aangewezen als een "landmark". In 1993 opende het naastgelegen Four Seasons Hotel New York, waardoor het gebouw in hoogte niet meer de buurt domineerde. Een jaar later, in december 1994, kon de eigenaar de lening niet meer betalen, waardoor het gebouw in bezit kwam van de bank die de lening had verstrekt, de L&B Group. Dat bedrijf liet het Fuller Building in het daaropvolgende jaar renoveren voor een bedrag van 6 miljoen dollar. Bij de renovatie werden de ramen vernieuwd, werd de brandveiligheid verbeterd, werden schotten voor huurders geïnstalleerd en werd de kalkstenen buitenkant gerepareerd en schoongemaakt. In 1999 kocht Vornado het gebouw voor ongeveer $125 miljoen en bracht het onder bij de dochteronderneming Fuller Madison LLC.

## Architectuur

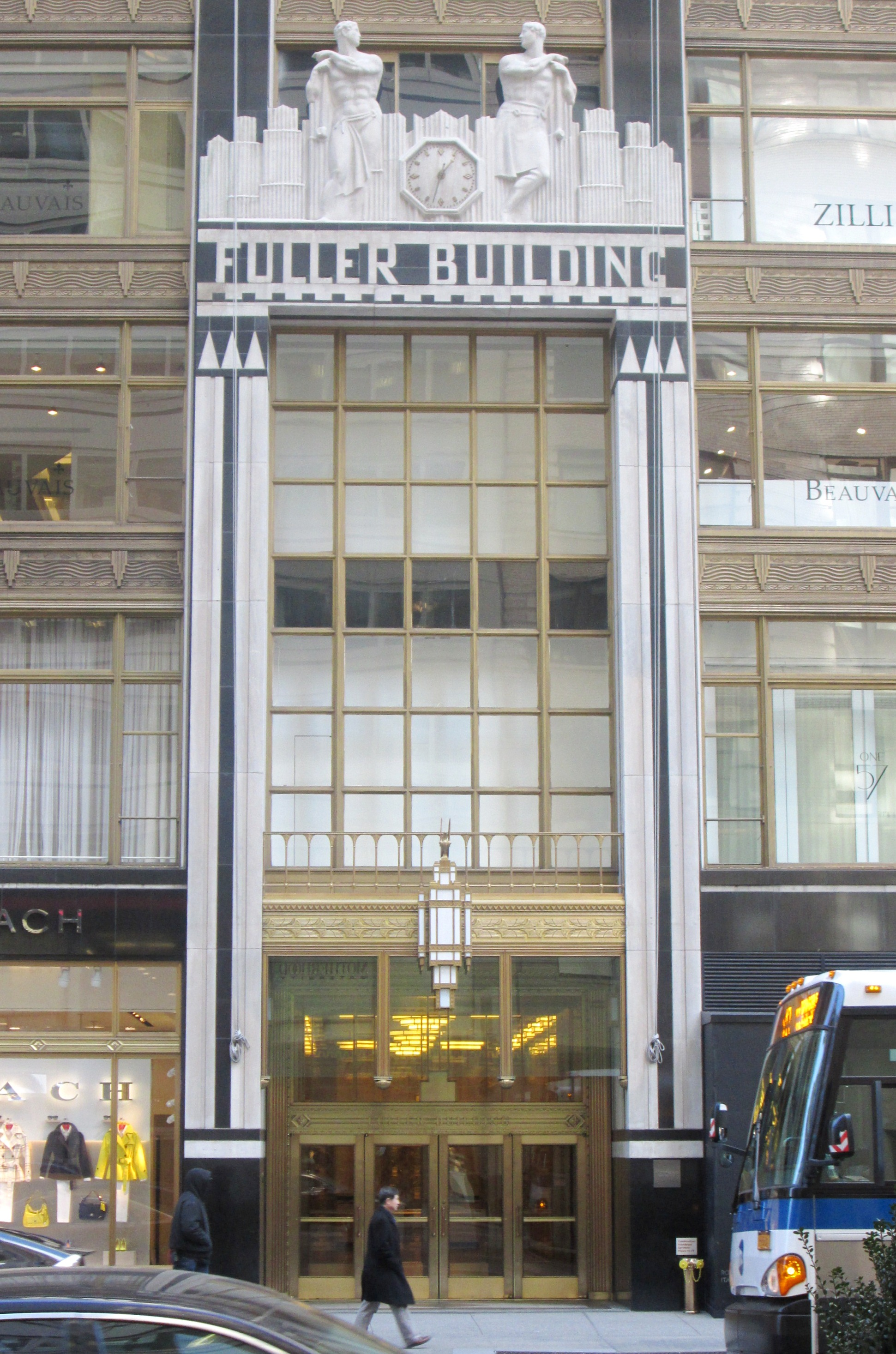
De ingang van het gebouw in 2013

Het Fuller Building staat bekend als een meesterwerk binnen de art-deco-stijl en als een belangrijk gebouw binnen de ontwikkeling van gebouwen met meerdere functies. De onderste zes verdiepingen waren oorspronkelijk ontworpen voor winkels en hebben onder andere hoge plafonds. Ook hebben de onderste zes verdiepingen een afwijkende gevel vergeleken met de daarboven gelegen verdiepingen; de gevel van de onderste zes verdiepingen bestaat namelijk uit Zweeds zwart graniet en de gevel van de daarboven gelegen verdiepingen uit kalksteen. Van de daarboven gelegen verdiepingen zijn verdieping 7 tot en met 16 ontworpen om kunstgalerijen te huisvesten en verdieping 17 tot en met 40 voor kantoren. Het verschil in het exterieur van deze twee laatste delen is de stijl van de ramen. Boven in het gebouw bevindt zich aan drie van de vier zijden aan elke zijde één balkon. Daarnaast is de top van het gebouw versierd met onder andere zigzaggen, sterren en zonachtige patronen. Het dak van het gebouw heeft de vorm van een piramide.
De hoofdingang heeft een portaal van drie verdiepingen hoog, die bestaat uit twee pilaren met daarboven de naam van het gebouw en daarboven een sculptuur van Elie Nadelman. Dat sculptuur beeldt een skyline met daarvoor twee personen, waartussen zich een klok bevindt, uit. Ook bevindt zich in het portaal tussen de eerste en tweede verdieping een lantaarn met daarbovenop een bronzen sculptuur van een vogel met open vleugels. Naast de hoofdingang aan East 57th Street bevindt zich ook een ingang aan Madison Avenue. De lobby van het gebouw heeft een vloer bestaande uit mozaïek en de liftdeuren in de lobby zijn versierd met bronzen bas-reliëfs. De mozaïeken beelden onder andere gebouwen gebouwd door het George A. Fuller Company af.

## Ligging
Het Fuller Building is gelegen in Midtown Manhattan op de hoek van East 57th Street en Madison Avenue. Er bevinden zich vier metrostations in de directe omgeving van de toren. Dat zijn: het twee blokken noordelijker en het twee blokken westelijker gelegen 5th Avenue aan lijnen N, Q en R, het één blok zuidelijker en twee blokken westelijker gelegen 57th Street aan lijn F, het vier blokken zuidelijker en één blok westelijker gelegen 5th Avenue/53rd Street aan lijnen E en M en het twee blokken oostelijker en twee blokken noordelijker gelegen Lexington Avenue/59th Street aan de lijnen 4, 5, 6, 6d, N, Q en R. Het Fuller Building grenst aan drie gebouwen; in het noorden aan een vestiging van Emporio Armani en het restaurant TAO Uptown en in het oosten aan het Four Seasons Hotel New York. Aan de andere kant van East 57th Street bevinden zich 575 Madison Avenue en het Rolls Royce Building en aan de andere kant van Madison Avenue bevindt zich een vestiging van modehuis Fendi. Andere opvallende gebouwen in de directe omgeving van 575 Madison Avenue zijn de 58 verdiepingen tellende Trump Tower, de 37 verdiepingen tellende Sony Tower, het 50 verdiepingen tellende General Motors Building en het 52 verdiepingen tellende Four Seasons Hotel New York.